# Route nationale 194 (Italie)
Pour les articles homonymes, voir Route nationale 194 (homonymie).
La route nationale 194 Ragusana (SS 194) est une route nationale italienne qui relie Catane à Modica et Pozzallo en traversant trois provinces siciliennes, celles de Catane, Syracuse et Raguse.
La route fait partie de la liaison principale entre les capitales de Catane et Raguse, se connectant de manière transparente avec la route nationale 514 de Chiaramonte, près de Vizzini.
Elle est divisée en deux sections différentes par une section de l'ancienne route nationale 115 près de Modica : la première section s'étale du km 0,300 au km 96,850 ; le deuxième tronçon du km 97,700 au km 113,700. La première section a un tronçon d'environ 700 mètres en commun avec la route nationale 124 (classée comme telle), en correspondance avec la ville de Vizzini (Via dei Galli et Via Roma).

## Itinéraire

### De Primosole à Vizzini
L'itinéraire débute de la route nationale 114, au rond-point du quartier Primosole, près du pont homonyme sur le Simeto en provenance de Catane, avec une place forte légèrement en retrait (300 mètres) à la suite de la construction du rond-point. À travers un chemin vallonné et en partie sinueux, après avoir dépassé le croisement de Lazzotto avec la route nationale 385, la route atteint les environs de Lentini. Juste avant la ville, exactement au km 12, elle rejoint la route nationale 114 dir qui atteint la côte près d'Agnone et qui constitue la route la plus directe sur le réseau routier ordinaire de Catane à Raguse, en évitant les collines entre Primosole et Lentini. Après le village de Lentini en variante, la route monte constamment (289 mètres) jusqu'au niveau de Francofonte, dont la zone habitée est également surmontée dans une variante. Avec un tracé quasi continuel en montée, la route atteint le carrefour pour Vizzini, zone en direction duquel la route nationale continue, tandis que, en continuant le long de la route principale, l'on peu rejoindre Raguse avec la route nationale 514 de Chiaramonte.

#### Parcours
| Ragusana tronçon Primosole-Vizzini |                                  |      |          |
| Type                               | Indication                       | ↓km↓ | Province |
|                                    | Bivio Primosole Orientale Sicula | 0,0  | CT       |
|                                    | Bivio Iazzotto di Palagonia      | 3,0  | CT       |
|                                    | della Costa Saracena             | 12,0 | SR       |
|                                    | Lentini pour Carlentini          | 13,2 | SR       |
|                                    | Lentini pour Scordia             | 16,3 | SR       |
|                                    | Lentini                          |      | SR       |
|                                    | pour Buccheri                    | 23,1 | SR       |
|                                    | pour Scordia                     |      | SR       |
|                                    | pour Francofonte                 |      | SR       |
|                                    | Francofonte                      | 29,5 | SR       |
|                                    | Francofonte                      |      | SR       |
|                                    | di Chiaramonte                   | 40,4 | CT       |
|                                    | Siracusana Vizzini               | 44,8 | CT       |

### De Vizzini à Modica

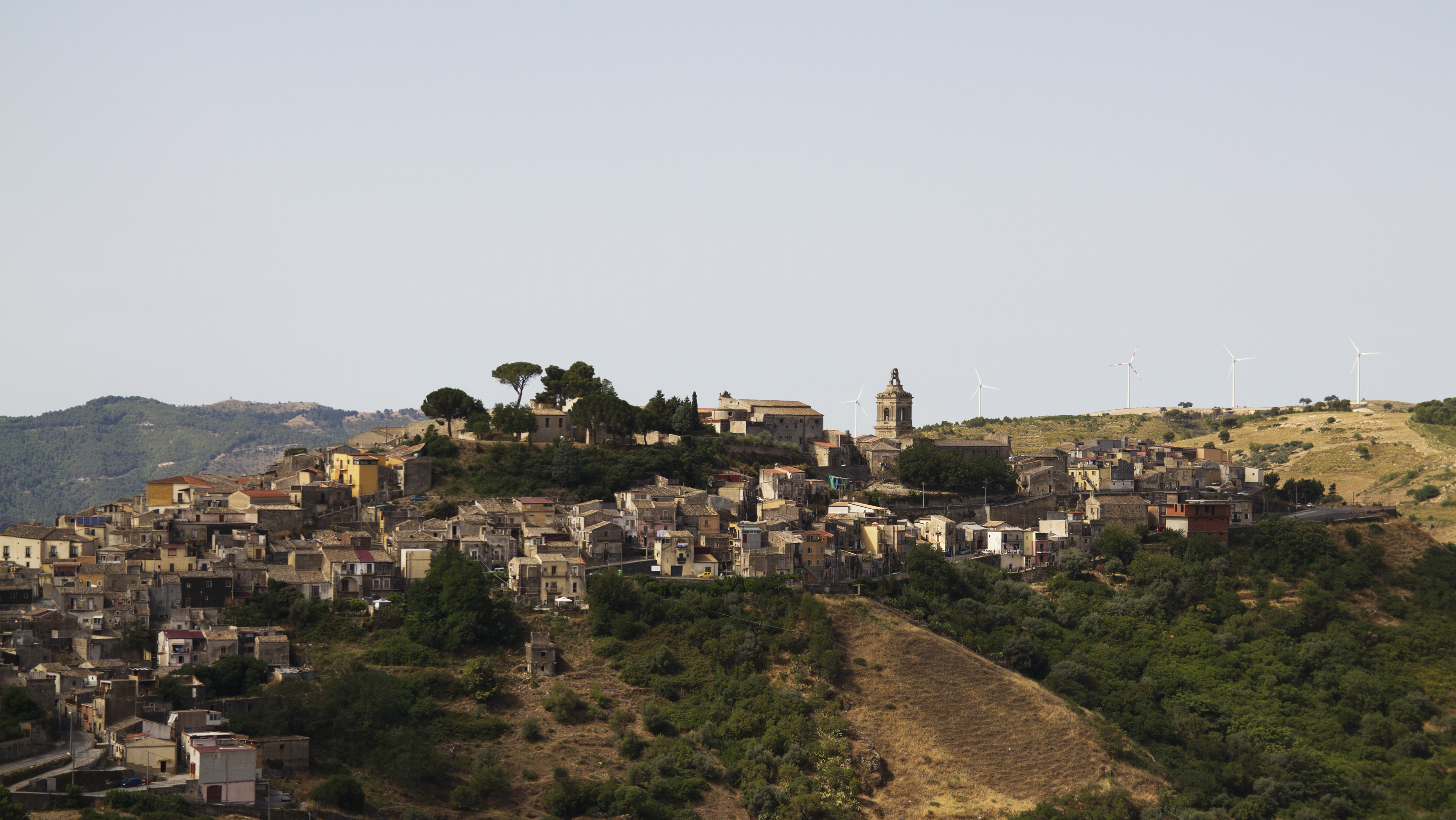
Vizzini, municipalité desservie par la SS 194.

À Vizzini, la route partage un tronçon urbain avec la route nationale 124, sans que le kilomètre progressif passe par le tronçon commun. La route quitte Vizzini en descendant avec plusieurs virages en épingle jusqu'à une altitude de 380 mètres pour ensuite monter en altitude en traversant Monterosso Almo et Giarratana dans un dénivelé continu entre 500 et 600 mètres environ, par un chemin tortueux et difficile. Dans ce dernier tronçon, la route longe ce qui reste de la voie ferrée désaffectée Syracuse – Raguse – Vizzini et s'approche du lac de Santa Rosalia . La route se terminait autrefois au km 86.400, au carrefour avec l'ancien siège de la SS 115 au sud d'Ibla ; aujourd'hui, elle comprend l'ancienne section de la route nationale susmentionnée (environ 7 kilomètres) jusqu'à la jonction avec la route nationale 115 près du pont Guerrieri, à la périphérie de la ville de Modica.

#### Parcours
| Ragusana tronçon Vizzini-Modica |                                   |      |          |
| Type                            | Indication                        | ↓km↓ | Province |
|                                 | Vizzini Siracusana                | 44,8 | CT       |
|                                 | Monterosso Almo                   | 59,5 | RG       |
|                                 | pour Buccheri                     | 62,8 | RG       |
|                                 | pour Chiaramonte Gulfi, Ragusa    | 65,3 | RG       |
|                                 | Giarratana pour Palazzolo Acréide | 67,5 | RG       |
|                                 | pour San Giacomo Bellocozzo       | 68,9 | RG       |
|                                 | Lac Santa Rosalia                 | 76,6 | RG       |
|                                 | pour San Giacomo Bellocozzo       | 80,6 | RG       |
|                                 | Ligne Syracuse-Gela-Canicattì     | 82,9 | RG       |
|                                 | Raguse Ibla                       |      | RG       |
|                                 | ex pour Raguse                    | 86,3 | RG       |
|                                 | Irminio                           |      | RG       |
|                                 | Ligne Syracuse-Gela-Canicattì     |      | RG       |
|                                 | Rotatoria Dente Crocicchia Modica |      | RG       |
|                                 | Sud Occidentale Sicula            | 96,9 | RG       |

### De Modica à Pozzallo

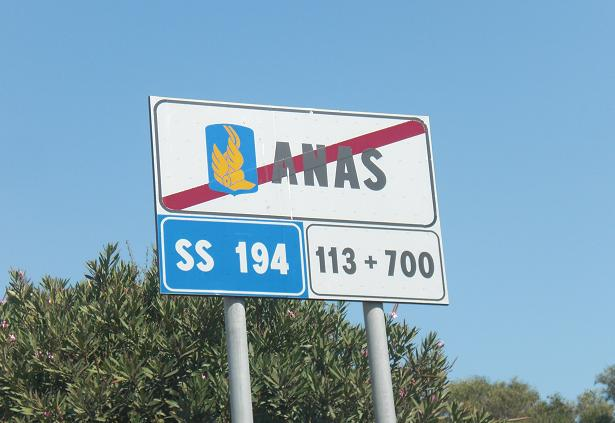
Panneau indiquant la fin de la SS 194 Ragusana.

Une nouvelle section de la SS 194 d'une longueur de 15,4 kilomètres, avec des caractéristiques d'écoulement rapide sans intersections, commence au sud de Modica, se connectant de manière fluide à la variante de l'ancienne route nationale 115, et s'achève près de Pozzallo, desservant le port de la ville, la proximité industrielle région et la station balnéaire de Marina di Modica.

#### Parcours
| Ragusana tronçon Modica-Pozzallo |                                                     |       |          |
| Type                             | Indication                                          | ↓km↓  | Province |
|                                  | Sud Occidentale Sicula                              | 97,7  | RG       |
|                                  | Syracuse-Gela (échangeur de Modica)                 | 104   | RG       |
|                                  | Agglomération industrielle de Modica-Pozzallo       | 111,4 | RG       |
|                                  | pour la Marina di Modica, Pozzallo ferry pour Malte | 113,7 | RG       |

## Travaux et projets
La route, dans le tronçon faisant partie de l'itinéraire principal de Catane à Raguse, c'est-à-dire de la jonction de Lentini à l'intersection avec la SS 514, est encombrée par un trafic intense, y compris commercial. L'ANAS prévoit de doubler le tronçon avec une adaptation à une route principale de banlieue à deux voies dans chaque sens sur des chaussées séparées.